# Opole Lubelskie
Opole Lubelskie is een stad in het Poolse woiwodschap Lublin, gelegen in de powiat Opolski. De oppervlakte bedraagt 14,83 km², het inwonertal 8879 (2005).

## Verkeer en vervoer
- Station Opole Lubelskie